# Gustaw Ostapowicz
Gustaw Ostapowicz (ur. 11 września?/23 września 1863 w Kamieńcu Podolskim, zm. 20 października 1941 w Warszawie) – generał major Armii Imperium Rosyjskiego, generał dywizji Wojska Polskiego, kawaler Orderu Virtuti Militari.

## Życiorys
Urodził się w rodzinie Wincentego i Joanny z d. Glińska. Ukończył gimnazjum w Kamieńcu Podolskim. W 1888 ukończył w Kijowie Oficerską Szkołę Piechoty i jako oficer rosyjskiej piechoty służył zawodowo w armii rosyjskiej. W czasie wojny rosyjsko-japońskiej 1904–1905 walczył jako dowódca batalionu, potem dowódca 35 Briańskiego pułku piechoty. Podczas I wojny światowej jako dowódca pułku walczył na froncie z Niemcami. Generał major z 1916 jako dowódca brygady piechoty. W 1917 dowódca 169 Dywizji Piechoty – czterokrotnie ranny pozostawał w szeregu. W okresie lipiec 1917 – maj 1918 dowódca 1 Dywizji Strzelców Polskich w składzie I Korpusu Polskiego w Rosji.
Szczególnie odznaczył się „w pomyślnych walkach dywizji pod Mohylowem, odpierając kilkakrotnie ataki przeważających liczebnie sił bolszewickich. Za dokonania dowodcze w 1 D. Strz. odznaczony Orderem Virtuti Militari”.

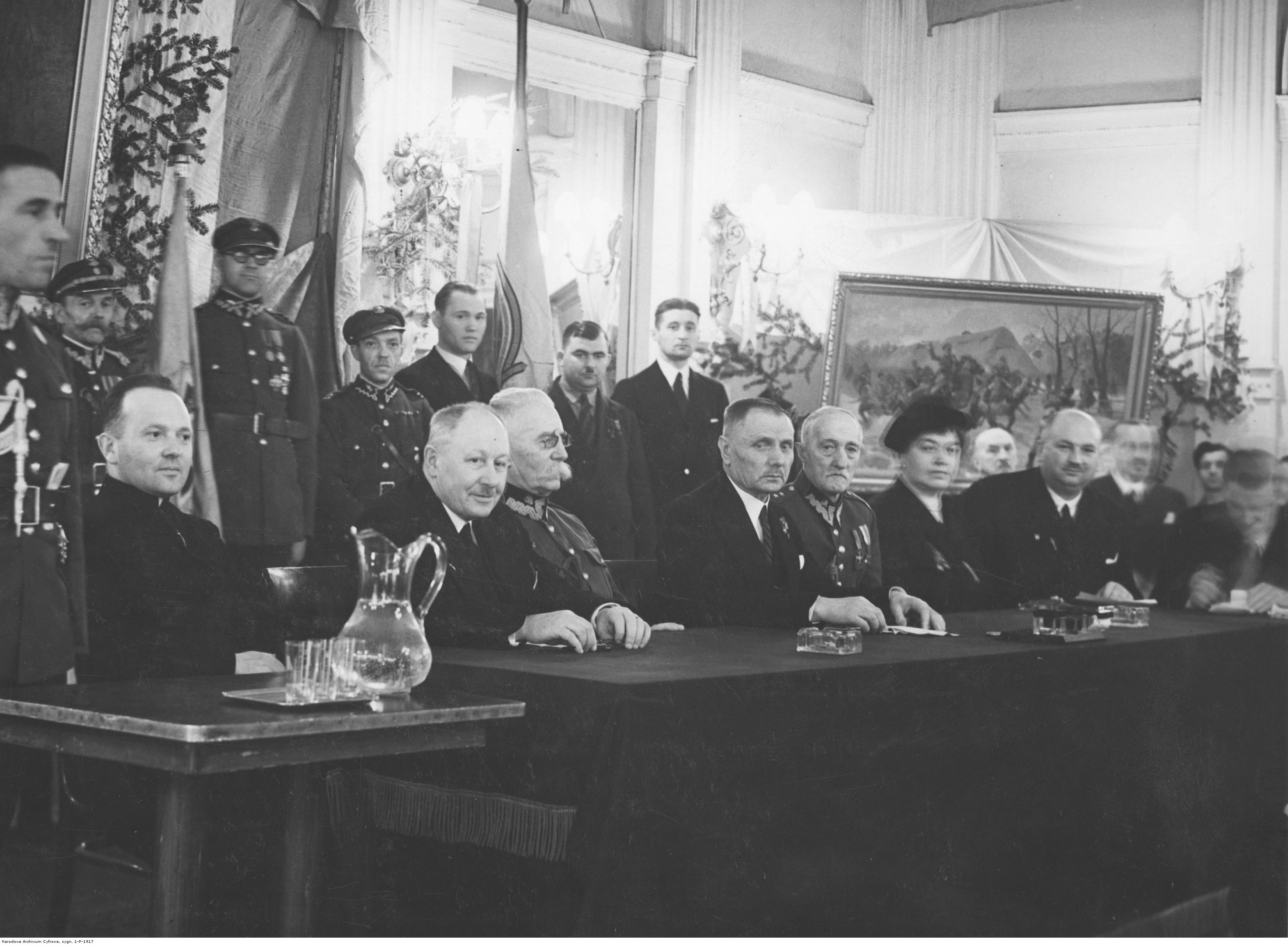
Akademia Związku Żołnierzy I Polskiego Korpusu Wschodniego w 1936 r; gen. Gustaw Ostapowicz w prezydium

Po kapitulacji Korpusu działał w kręgu dowborczyków w Warszawie.
25 listopada 1918 przyjęty został do Wojska Polskiego, w stopniu generała podporucznika i mianowany szefem Misji Wojskowej na Ukrainie w Kijowie, Odessie i na Kubaniu. W następstwie konfliktu z gen. Lucjanem Żeligowskim został odwołany do kraju. Po przybyciu do Polski w okresie maj – sierpień 1919 w dyspozycji Ministra Spraw Wojskowych. Od 28 sierpnia 1919 dowódca 2 Dywizji Strzelców Polskich Armii gen. Józefa Hallera, później przemianowanej na 11 Dywizję Piechoty.
Kwiecień 1920 – maj 1921 ponownie w dyspozycji MSWojsk., po czym w Stacji Zbornej Oficerów w Warszawie. Z dniem 21 maja 1921 przeniesiony został w stan spoczynku. 26 października 1923 Prezydent RP zatwierdził go w stopniu rzeczywistego generała dywizji ze starszeństwem z dniem 1 czerwca 1919 w korpusie generałów. Osiadł w Warszawie, gdzie zmarł. Pochowany na cmentarzu Powązki Wojskowe w Warszawie (kwatera A18-5-19).

## Życie prywatne
Żonaty. Córki: Łucja (ur. 1903) i Jadwiga (ur. 1904).

## Ordery i odznaczenia
- Krzyż Srebrny Orderu Wojskowego Virtuti Militari nr 6679[2] – 10 maja 1922[4][5]
- Krzyż Walecznych[2]
- Medal Zwycięstwa („Médaille Interalliée”) – 1925[6]
- Order św. Jerzego IV klasy – 19 maja 1915
- Złota szabla „Za Odwagę” – 9 marca 1915